# ديريك كينغ
ديريك كينغ (بالفرنسية: Derek King)‏ (و. 1967  م) هو لاعب هوكي الجليد كندي، ولد في هاميلتون، مركز لعبه هو جناح ‏.

## روابط خارجية
- ديريك كينغ على موقع دوري الهوكي الوطني (الإنجليزية)
- ديريك كينغ على موقع EliteProspects.com (الإنجليزية)
- ديريك كينغ على موقع HockeyDB.com (الإنجليزية)
- ديريك كينغ على موقع Hockey-Reference.com (الإنجليزية)